# Familia Krasiński

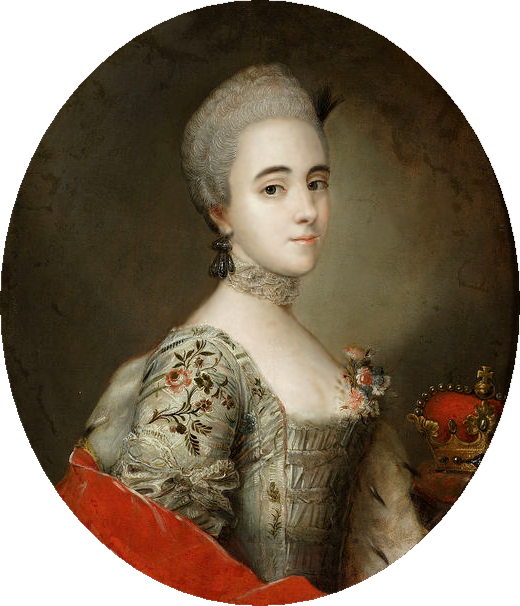
Franciszka Krasinska

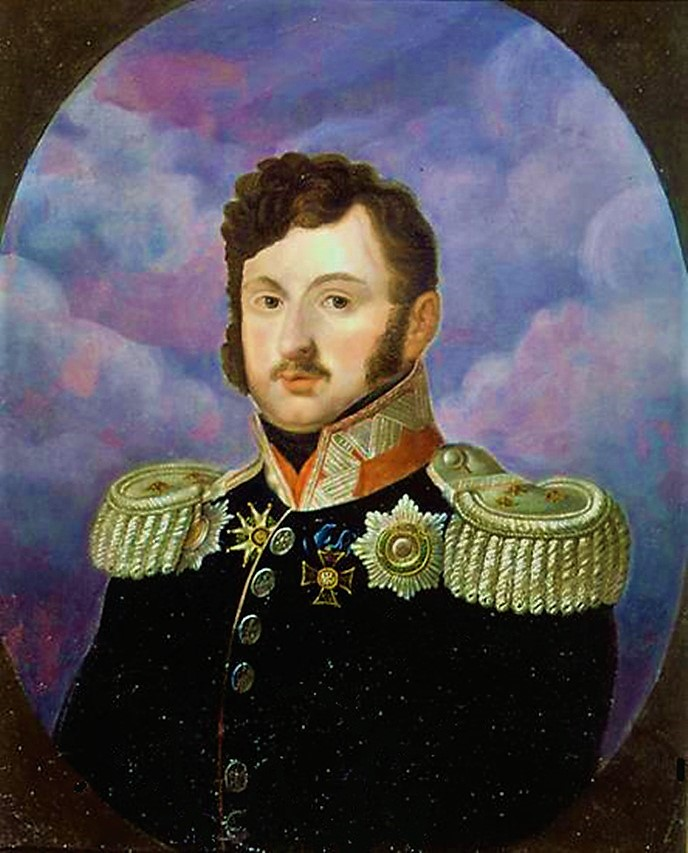
Wincenty Krasinski

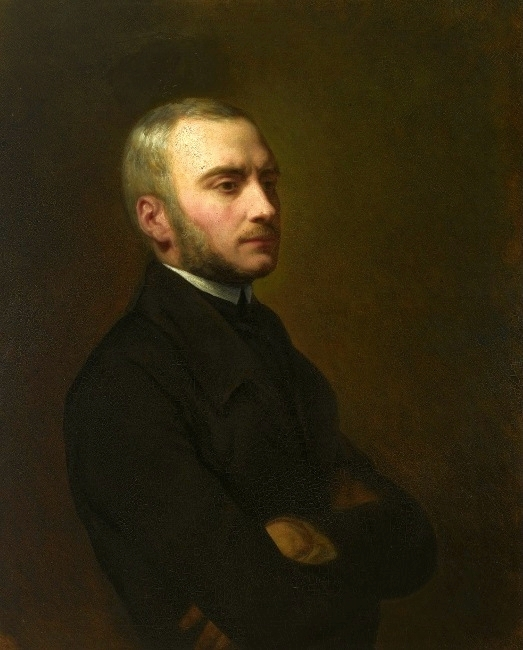
Zygmunt Krasiński, uno de los Tres Bardos Nacionales de Polonia.

Krasiński (plural: Krasińscy ) es el apellido de una familia noble polaca. Krasińska es la forma femenina. El nombre deriva del pueblo de Krasne en Mazovia. La familia data del siglo XIV.  Sus miembros eran terratenientes y tenían actividad política en Masovia, Lituania y Halychyna.  La familia Krasiński ha producido oficiales, políticos (incluidos los voivodas de Polonia, miembros del Senado de Polonia ) y obispos. Probablemente su miembro más célebre sea el poeta del siglo XIX, Zygmunt Krasiński, uno de los Tres Bardos de Polonia.

## Orígenes
Wratislaw Corvin es un antepasado húngaro legendario. La ascendencia polaca de la familia se remonta a Slawek Korwin, (1412-1427), que se convirtió en propietario hereditario de Krasne y fundó el pueblo de "Wold Krasińska" en 1460. Su nieto, Jan Korwin Krasiński, es el antepasado tanto de la línea Krasne Krasiński, que obtuvo el título de conde imperial en 1560 [cita requerida] y se extinguió en el siglo XX, como de la rama cadete, la actual línea Korwin Krasiński, fundada por su hijo Andrea (nacido en 1588). Se subdividió en varias líneas, la más antigua de las cuales descendía de Gabriel y terminaba con Stanisław Korwin Krasiński, que con Salomea Trzcińska tuvo cuatro hijas, entre ellas Franciszka Korwin-Krasińska

## Historia

Escudo de armas de Hubert Antoni Krasiński de 1882

Wincenty Krasiński recibió la confirmación del escudo de armas (con eliminación de las características de la heráldica napoleónica) en el Reino de Polonia el 17 de mayo de 1837 (o 1811 por Napoleón 1 )
La línea ucraniana que usó el escudo de armas de Slepowron se remonta a Andrzej Krasinski, quien murió en Bucovina en 1497, pero continúa hasta el día de hoy con descendientes en Inglaterra y Canadá. Esta línea incluye a Stanisław Krasiński, Jan Kazimierz Krasiński, Franciszka Korwin-Krasińska, Wincenty Krasiński, Zygmunt Krasiński, Władysław Krasiński y otros.
Hubert Antoni Krasiński recibió la confirmación del título de conde junto con el escudo de armas de cuatro campos el 18 de septiembre de 1882 en Galitzia.

### Mszana Dolna
Habiendo perdido una propiedad durante la Primera Guerra Mundial en Regimentarzówka (Dibrivka en la actual Ucrania), el conde Henryk Piotr Krasiński de los Krasinskis ucranianos (29 de abril de 1866 - 20 de septiembre de 1928) se instaló con su esposa Maria Łęcki en Mszana Dolna en una pequeña propiedad que era Parte de la dote de Maria Leska, comprada el 16 de enero de 1899. Vivían en una casa señorial estilizada como una "cottage" inglesa llamada Folwark (Grange) o Dwór Rodziny Krasińskich (mansión de la familia Krasinski) construida a finales del siglo XIX. . Arrebatada a la familia en 1945 por el gobierno comunista, ahora es un Centro Educativo Juvenil con un parque familiar y un parque infantil que lleva el nombre de la familia Krasinski: Park Miejski im.Rodziny Krasińskich (Parque de la ciudad de la familia Krasiński). En su recinto se encuentra la antigua bodega convertida en 2003 en un hotel restaurante llamado Folwark Stara Winiarnia (La Antigua Bodega). Su hija, la condesa Maria Krasińska, fue la última propietaria de la finca hasta 1945.
El hijo de Henryk, Marian, dirigió algunos negocios familiares, entre ellos el alquiler del aserradero situado junto a la casa a una familia judía, los Feurerstein, así como la construcción de una piscina olímpica, y enseñó matemáticas en el instituto de Mszana hasta 1945, cuando el gobierno comunista confiscó la propiedad.
El cementerio de la ciudad tiene una sección de la familia Krasinski donde están enterrados Henryk, su esposa Maria Leska, su hija Franciszka Maria Krasińska (1901-1920), sus hijos Marian (1909-1965) y Henryk (1902-1979).

### Segunda Guerra Mundial
Los miembros de la Línea Ucraniana se vieron obligados a huir de Polonia al comienzo de la Segunda Guerra Mundial. El conde Hubert, hijo del conde Henryk, huyó de Varsovia con su esposa Irena hacia Francia, pasando por Rumanía e Italia, con su hijo pequeño Andrew. Como comandante de la Fuerza Aérea Polaca, Hubert se dirigió a Inglaterra para formar parte de la RAF polaca libre destinada durante un tiempo a Sealand
El conde Jozef Krasinski, séptimo y menor de los hijos de Henryk Piotr Krasiński, también escapó a Francia y Gran Bretaña y en 1941 se convirtió en piloto del escuadrón 301 y fue asignado formalmente a la base aérea de Hemswell llegando a ser capitán de la Fuerza Aérea Polaca, y teniente de vuelo de la RAF.
Los miembros de la familia Mszana Dolna Krasinski se quedaron durante la guerra, entre ellos Marian, Maria Antonia y su madre Maria. Zofia Blitz y su madre se quedaron en la casa de los Krasinski después de trasladarse desde Varsovia tras el levantamiento de esta ciudad hasta el final de la guerra.

## Miembros Notables
(En orden cronológico de año de nacimiento)
- Stanisław Krasiński (1558-1617), castellano, voivoda
- Stanisław Krasiński (1585-1649), jurista, miembro del parlamento
- Jan Kazimierz Krasiński (1607-1669), voivoda
- Ludwik Krasiński (1609-1644), comandante militar
- Jan Dobrogost Krasiński (1639-1717), político
- Zofia Krasińska (fallecida en 1642 o 1643), musa
- Michał Hieronim Krasiński (1712-1784), político

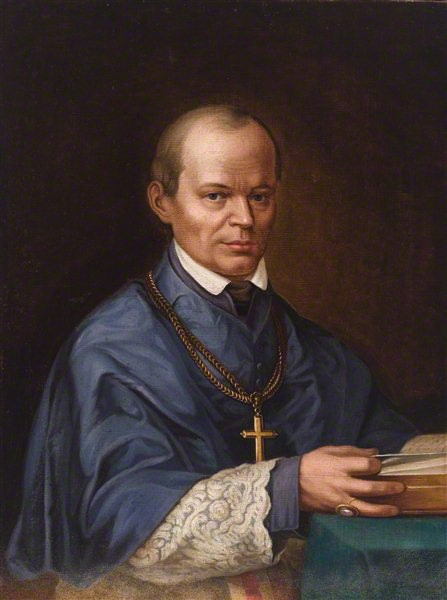
El obispo Adam Stanisław Krasiński

- Adam Stanisław Krasiński (1714-1800), obispo
- Kazimierz Krasiński (1725-1802), político, líder militar, miembro del Gran Sejm, mecenas de las artes
- Zofia Korwin Krasińska (1718-1790), terrateniente, publicista, filántropa y empresaria casada con Antoni Lubomirski
- Franciszka Korwin-Krasińska (1742-1796), esposa de Carlos de Sajonia, duque de Courland
- Jan Krasiński (1756-1790), comandante militar
- Wincenty Krasiński (1782-1858), líder militar, senador, padre del poeta Zygmunt
- El obispo Adam Stanisław Krasiński Adam Stanisław Krasiński (1810 - 1891), obispo de Vilnius
- Zygmunt Krasiński (1812-1859), poeta
- Henryk Hubert Antoni (Humbert) Krasiński (1833 - 1890) Bacteriólogo que trabajó con Louis Pasteur en París. Diseñó los sistemas de alcantarillado de Varsovia. Parte de la delegación de los estados polacos, que presentaron demandas al emperador Francisco José I. Recibió la orden italiana de San Mauricio y San Lázaro y la insignia francesa de la Legión de Honor
- Władysław Krasiński (1844–1873), hijo del poeta Zygmunt
- Józef Krasiński (15 de junio de 1914 Mszana Dolna - 3 de abril de 1998 Canmore, Alberta, Canadá) - Ingeniero, aviador y conde polaco. Aviador militar, piloto del escuadrón de bombarderos 301 durante la Segunda Guerra Mundial, condecorado con la Cruz de Vuelo Distinguido y la Cruz de Plata de la Orden de Virtuti Militari, ingeniero aeronáutico, docente en universidades de Argentina y Canadá.

## Escudo de armas

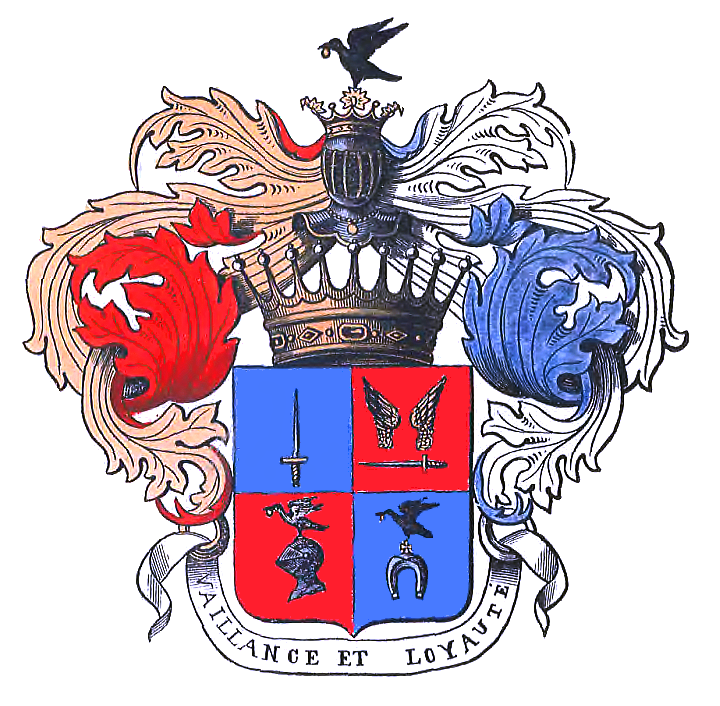
Escudo de Krasiński II Hrabia, una variante del escudo de Ślepowron
Ślepowron (Escudo de Armas)
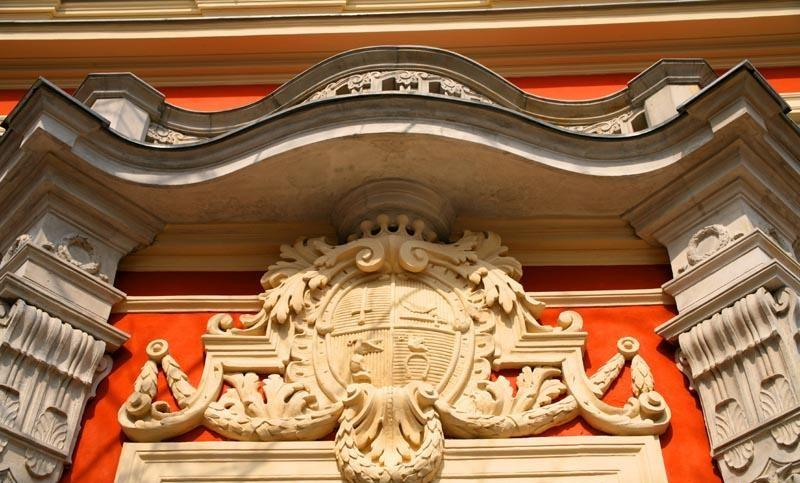
Escudo de la Casa Krasiński en el Palacio Czapski
Escudo de Hubert Antoni Krasiński de 1882
Escudo de Wincenty Krasiński de 1811

## Residencias

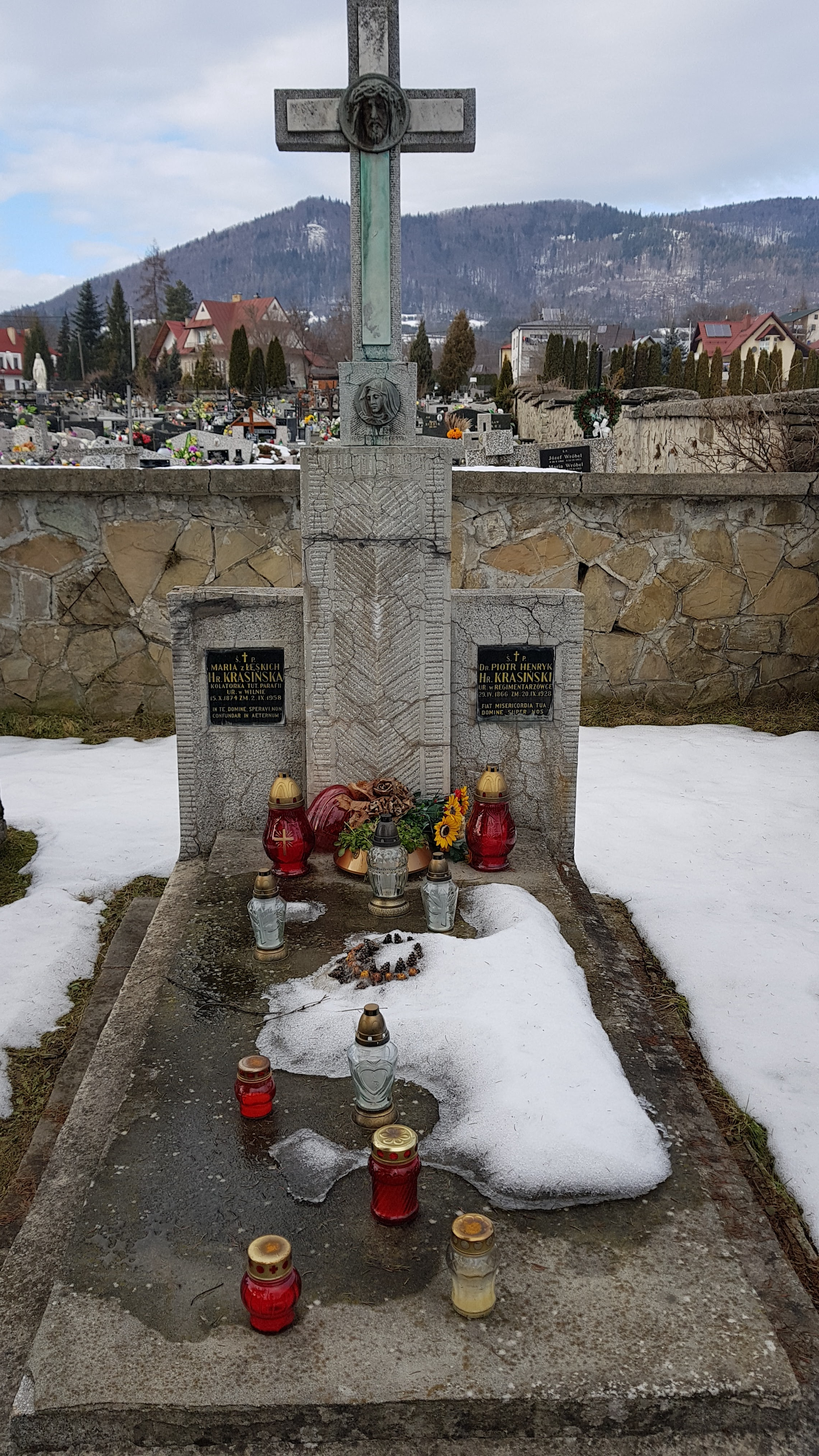
Conde Henryk Piotr Zygmunt Krasinski y Maria Stanisława Gertruda Łęska. Lápidas en Mszana Dolna

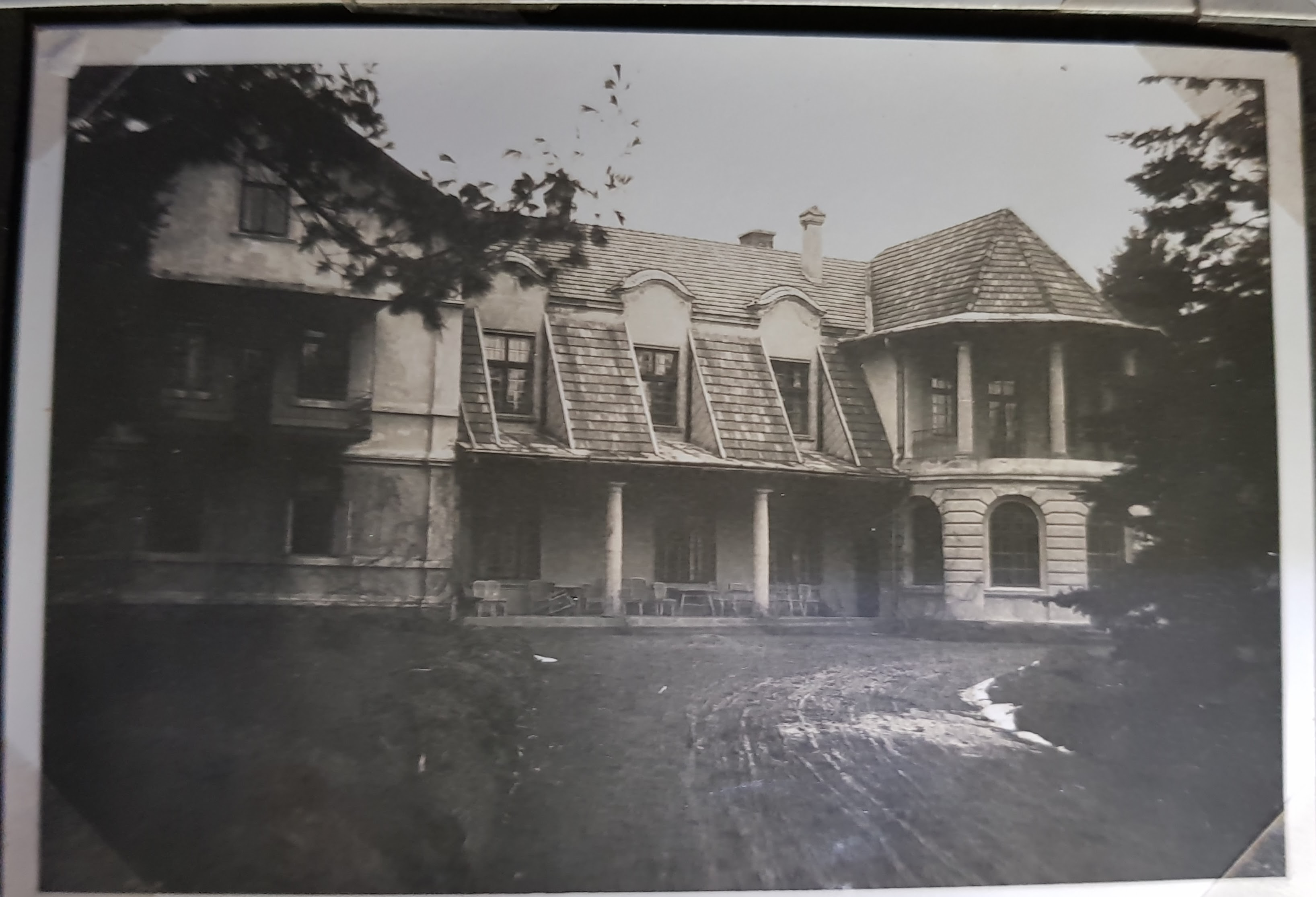
Mansión de la familia Krasinski (Dwór Rodziny Krasińskich), Mszana Dolna
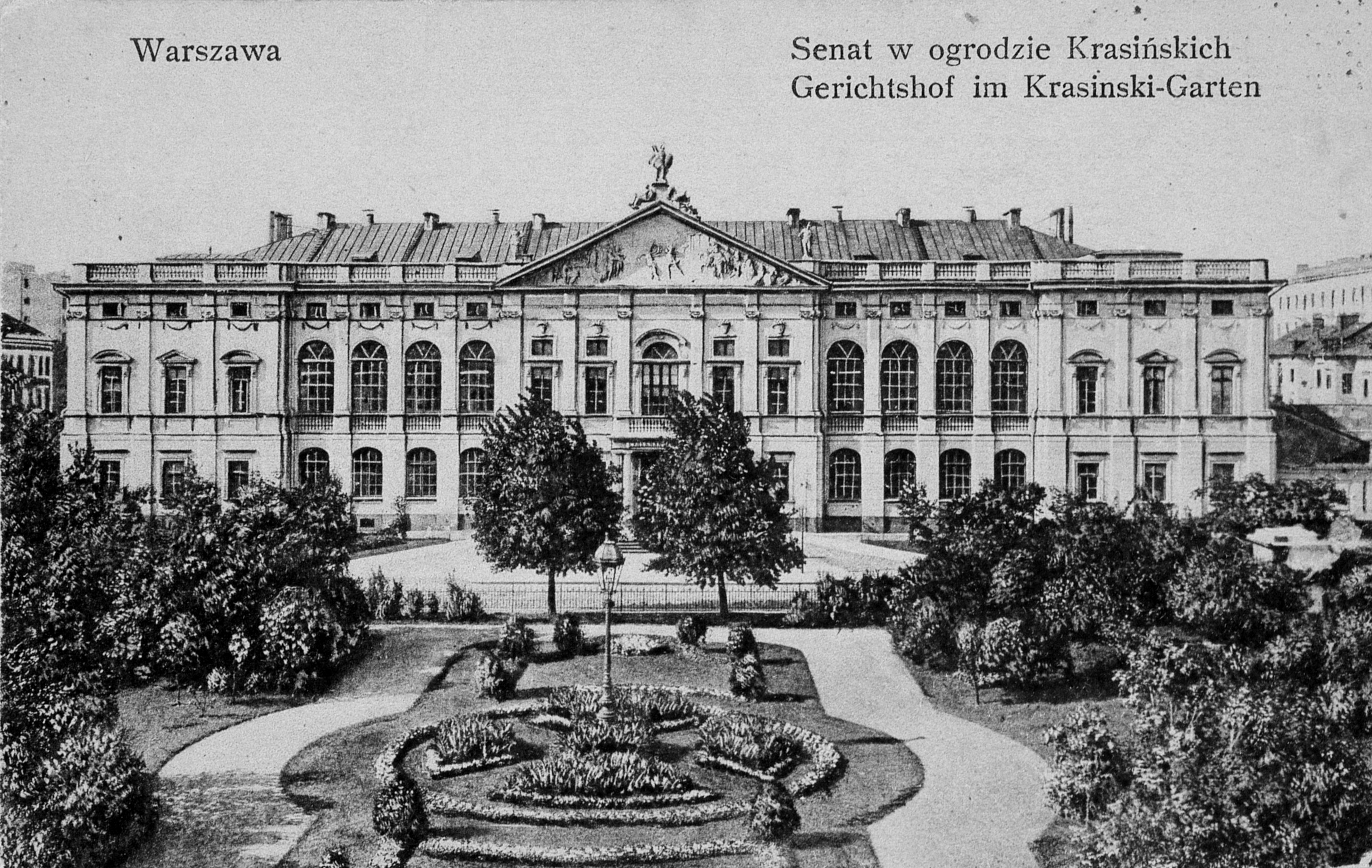
Palacio Krasiński Varsovia
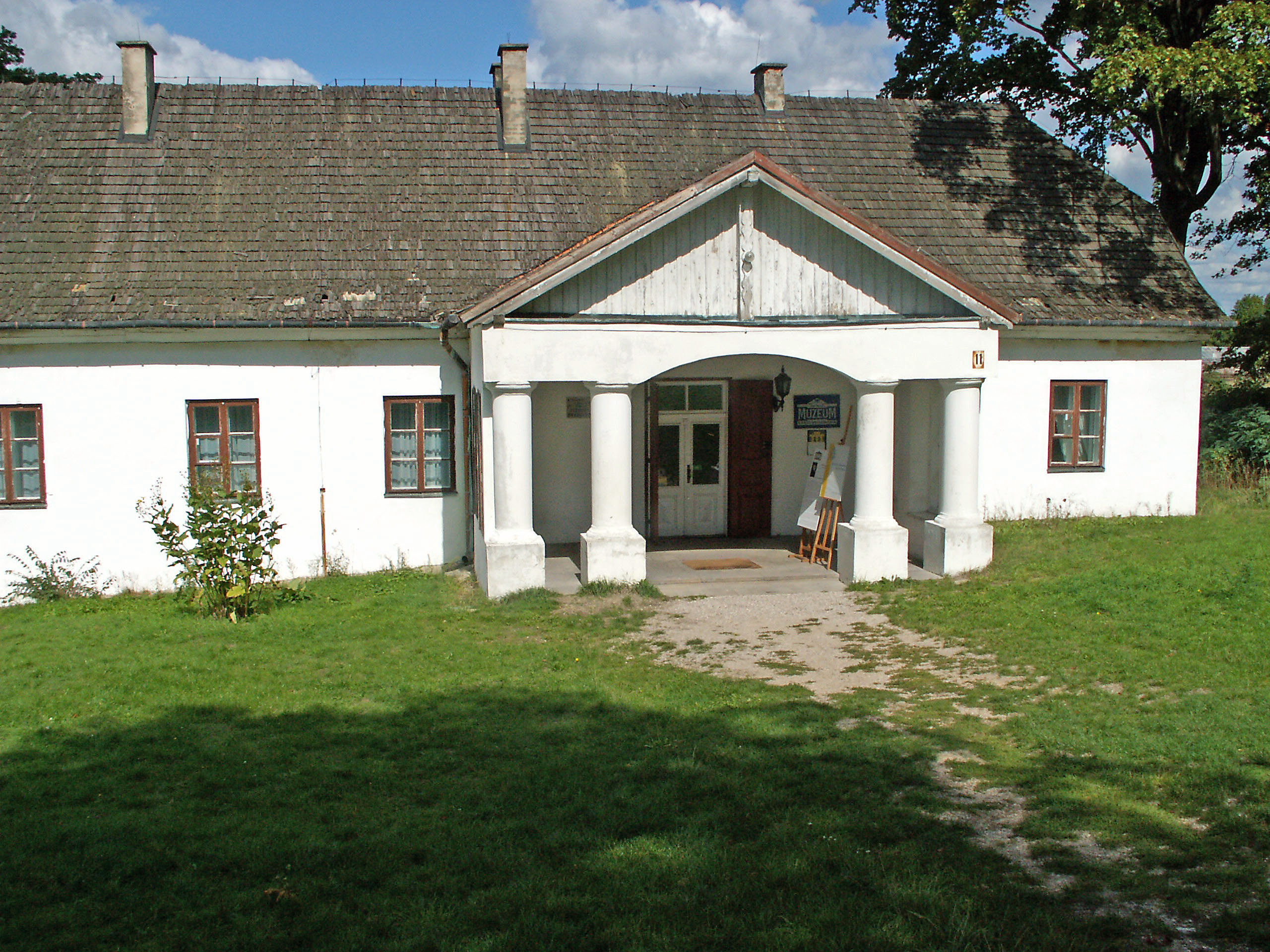
Krasiński Manor en Złoty Potok (Museo Zygmunt Krasinski)
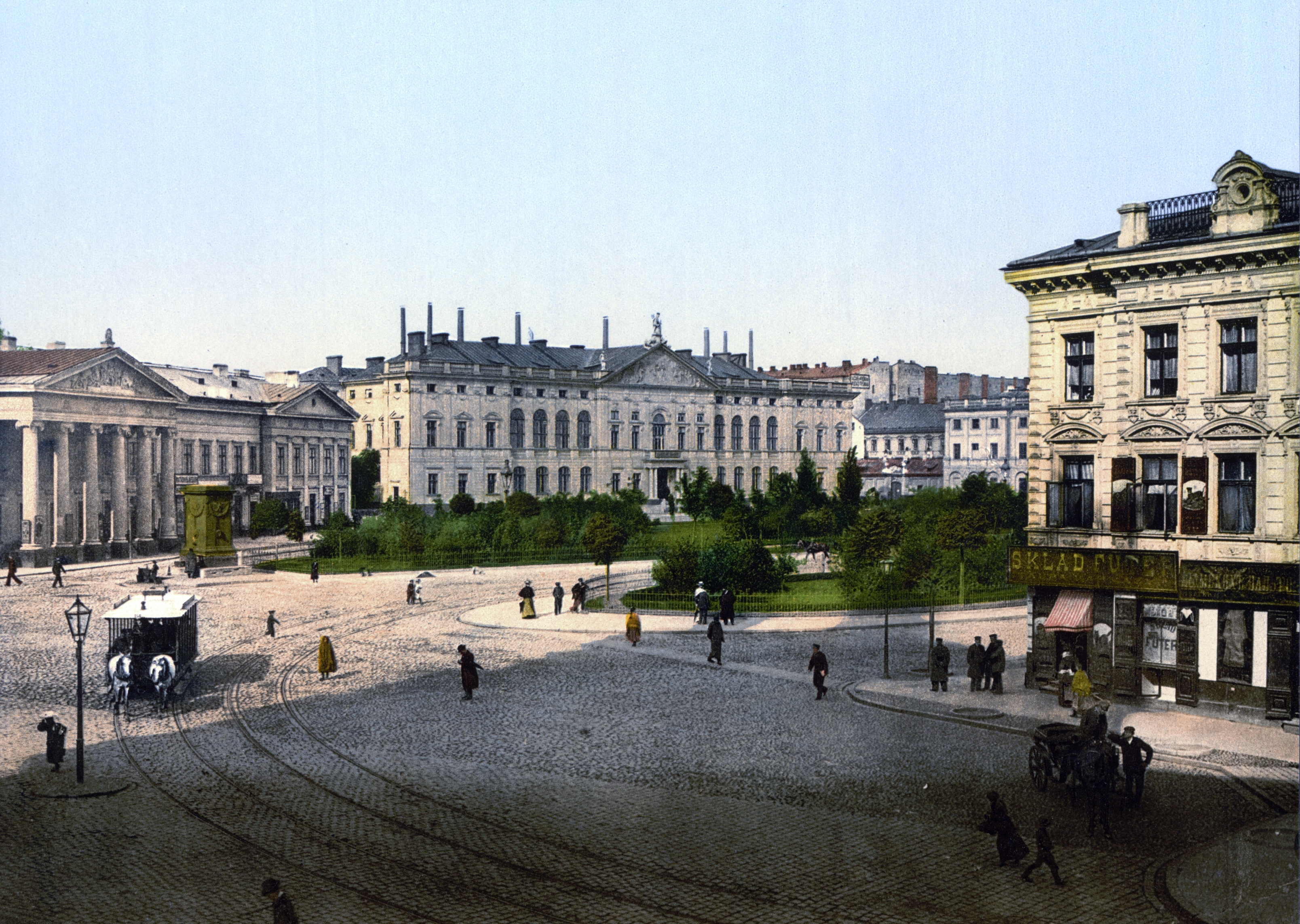
Palacio y plaza Krasinski, Varsovia